# David Dixon Porter
David Dixon Porter (Chester, Pennsylvania, 1814. június 8. — Washington, 1891. február 13.) amerikai tengerésztiszt, az amerikai polgárháború kiváló katonája az unionisták oldalán, 1870-től amerikai admirális.

## Életútja
Amerikai híres tengerészcsalád gyermeke, apja David Porter (1780-1743) hadi tengerésztiszt, aki több amerikai hadihajó parancsnoka volt, s részt vett az 1812-es brit-amerikai háborúban. A gyermek David Dixon Porter már 10 éves korában hajózott apjával, 13 éves korában matrózként csatlakozott a mexikói haditengerészethez, 16 éves korában belépett az US Navy-be. Szolgálatot teljesített a Földközi-tengeren, az Atlanti-óceánon, részt vett a mexikói–amerikai háborúban.
Az amerikai polgárháború kezdetén Abraham Lincoln stratégiai elgondolása a déliek blokád alá vétele volt többek közt annak tengeri határai mentén, keleten, délen és nyugaton. Az unionisták haditengerészeti fölénye ezt lehetővé is tette, az északi haditengerészet már a polgárháború első éveiben legnagyobb részt teljesítette ezt a feladatot, az Atlanti-óceán felől lévő kikötőket és erődöket gyorsan ellenőrzésük alá vonták, 1862-ben már New Orleanst is elfoglalták. Ezekben az akciókban vett részt Porter is, 1862. október 15-én altengernaggyá léptették elő. 
Harcolt az Amerikai Konföderációs Államok nyugatabbra eső területein is, részt vett az Arkansas Post csatában (1863. január 9-11.). Porter is segített Ulysses S. Grantnak Vicksburg (Mississippi) bevételében (1863. május – július 4-ig). Grant parancsára Porter Vicksburg város alatt átúsztatta a hadsereg felszerelését szállító hajókat a koromsötét éjszakában, azonban a déliek felfedezték, erős tűzharc kezdődött, Porter valamennyi hajóját találatok érték, szerencsére csak egy gőzhajó égett ki, a többi mind átjutott, s kikötött a várostól délre. 
Részt vett a Red River hadjáratban (Louisiana, 1864. március 10. – 1864. május 22.) is. Itt a Red River folyón akadt olyan nehézsége, hogy egy zuhatagon nem tudott átkelni ágyúnaszádjával, mert annyira alacsony volt a vízszint, mérnökök segítették hozzá az átkeléshez a folyó felduzzasztásával. 1864 második felében keletre vezényelték, ott az Atlanti-óceán partján ő vezette az amerikai haditengerészet közös támadását Fort Fisher (Észak-Karolina, 1865. január 13-15.) bevételéért, amely a Konföderáció utolsó fellegvára volt. A második Fort Fisher-i csata az unionisták utolsó jelentős haditengerészeti győzelme volt a polgárháborúban.
A polgárháború teljes ideje alatt kemény harcokat folytattak az északiak hadi tengerészei a tengeri blokád fenntartása érdekében, rendszeresen támadták a déliek a kikötőket blokádtörő hajókkal, az Európából vásárolt hadihajóikkal pedig az északiak kereskedelmi hajóit fogták el vagy süllyesztették el főleg az Atlanti-óceánon és a Karib-tengeren. Egy-egy északi és déli hadihajó kapitánya heves harcokat vívott, köztük David Dixon Porter. Például Porter segített ártalmatlanná tenni a déli Raphael Semmes (1809-1877) Sumter nevű hadihajóját, amely az unionisták 18 kereskedelmi hajóját fogta el vagy süllyesztette el. A Sumter Dél-Amerikában töltötte fel szénkészletét, itt akadt rá Porter a parancsnoksága alatt működő USS Powhatan nevű hadihajóval, s egészen Gibraltárig űzte a Sumtert, ott az unionisták egyik hajóraja blokád alá vette, s a hajó kapitánya, a fent említett Raphael Semmes kénytelen volt egymaga visszamenekülni a Konföderációba.

## A polgárháború után
A polgárháború után Porter szuperintendensként szolgált a Haditengerészeti Akadémián (1865-1868). Ulysses S. Grant elnöksége idején 1869-1970-ben tanácsadó volt a Haditengerészeti Minisztériumnál, a haditengerészeti tankönyvek tartalmának megreformálását tervezte. 1870-ben David Farragut halála után Porter lett az Egyesült Államok haditengerészeti admirálisa. 1875-ben elérte a nyugdíj-korhatárt, ezután félig nyugdíjban, félig aktívan tevékenykedett a hadi tengerészettől egyre távolabbi területeken, írással is foglalkozott (Incidents and Anecdotes of the Civil War /1885/), s egyesületekben működött. 1890-ben alapító elnöke lett a District of Columbia Nemzeti Társaságnak, e társaságot haláláig elnökölte. 1891-ben halt meg szívrohamban, az Arlingtoni Nemzeti Temetőben (Arlington megye, Virginia) nyugszik.

## Családja
1839-ben házasodott meg, házasságából négy fiú és két leány érte meg a felnőttkort. Négy fiából három katonai pályájára lépett, leghíresebb fia az apával azonos nevű ifjú David Dixon Porter (1877-1944), aki a haditengerészetnél szolgált, vezérőrnagyi rangig emelkedett, s a Kongresszus Medal of Honor kitüntetéssel jutalmazta.